# 타나용 웡트라쿨
타나용 웡트라쿨(태국어: ธนายง ว่องตระกูล; RTGS: Thanayong Wongtrakun; 영어: Thanayong Wongtrakun, 예명 Kradum(태국어: กระดุม), 은 태국의 배우이다. 2010년 영화 《아저씨 (영화)》에서 람로완 역할로 잘 알려져 있다. 사카모토 준지 감독의 〈어둠의 아이들〉에서 인상적인 연기를 펼친 그를 보고 이정범 감독이 직접 태국으로 날아가 〈아저씨〉의 람로완 역으로 그를 전격 캐스팅했다고.

## 출연 작품
- 2003년 《페더 오브 패션》
- 2004년 《커스 오브 더 선》
- 2008년 《어둠의 아이들》
- 2010년 《아저씨》
- 2014년 《루팡 3세 무삭제판》
- 2015년 《던 오브 킹덤》

## 수상
- 아시아태평양 스타 어워즈《APAN Star Awards》 2016 – 아시아태평양 스타상[3][4]
- 후보 제 8회 대한민국 영화대상 - 남우조연상[5]